# Freudis Rojas
Freudis Rojas est un boxeur américain né le 13 août 1998.

## Carrière
Sa carrière amateur est principalement marquée par une médaille de bronze remportée aux championnats du monde de 2017 dans la catégorie des poids super-légers.

## Palmarès

### Championnats du monde
- Médaille de bronze en -64 kg en 2017 à Hambourg, Allemagne